# Worek z piaskiem

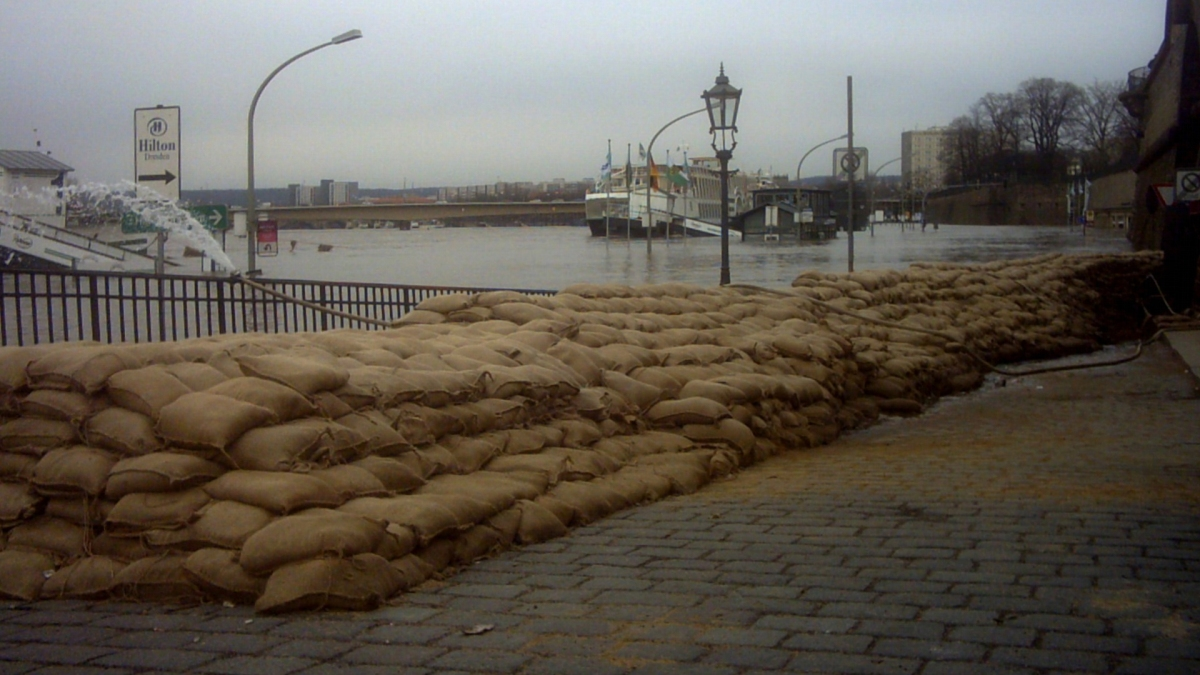
Umocnienia z worków z piaskiem w czasie powodzi w Dreźnie w 2006 roku

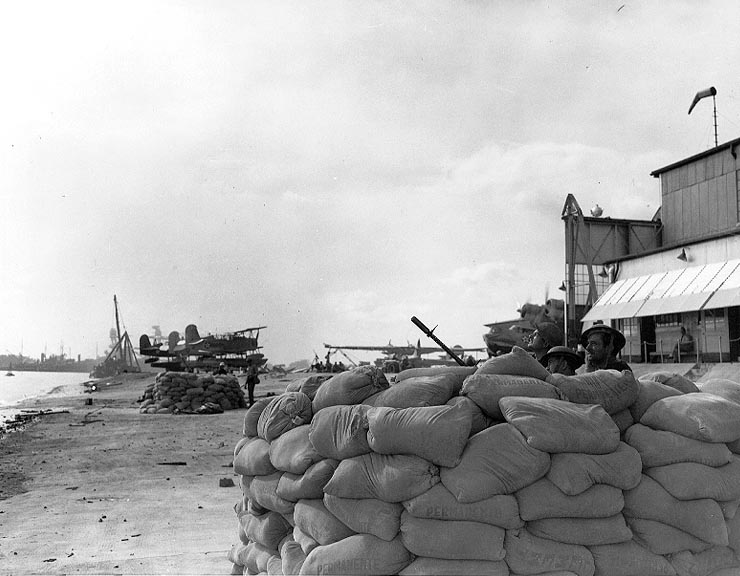
Stanowisko karabinu maszynowego osłonięte workami z piaskiem po ataku na Pearl Harbor

Worek z piaskiem – worek wypełniony piaskiem, żwirem lub ziemią używany jako tymczasowy element umocnień militarnych, przeciwpowodziowych i innych.
Worki do wypełnianie piaskiem są obecnie produkowane głównie jako tkane z tasiemki propylenowej, poprzednio wykonywany z włókien naturalnych, np. juty, często smołowanych.
W zależności od warunków wypełniany ręcznie lub mechanicznie piaskiem lub ziemią, a następnie układany warstwowo w zależności od potrzeb w wały lub mury. Masa pojedynczego worka to ok. 15-25 kg – powinna umożliwiać jego ręczne przeniesienie przez jedną osobę.
W trakcie działań zbrojnych wykorzystywany do budowy osłon wejść do budynków, wypełniania otworów okiennych, budowy ulicznych barykad, elementów umocnień polowych – okopów. W trakcie powodzi stosowany do podwyższania koron wałów, wzmacniania naruszonych konstrukcji, tamowania przecieków.
W sytuacjach krytycznych jako worki stosowane są wszelkie miękkie opakowania, np. plastikowe worki na śmieci, pościel.
Stosowany też jako tymczasowe obciążenie – balast w różnych sytuacjach.